# Ішей
Іше́й (рос. Ишей, башк. Ишәй) — село у складі Баймацького району Башкортостану, Росія. Входить до складу Тем'ясовської сільської ради.
Населення — 326 осіб (2010; 363 в 2002).
Національний склад:
- башкири — 94%